# Međunarodno humanitarno pravo
Međunarodno humanitarno pravo ranije nazivano ratno pravo ili pravo oružanih sukoba, je zbirka prava koja obuhvaća Ženevske i Haške konvencije te naknadne ugovore, sudsku praksu i međunarodno običajno pravo. Ono određuje ponašanje i odgovornosti zaraćenih država, neutralnih država i pojedinaca uključenih u ratovanje u odnosu jednih prema drugima, kao i u odnosu na zaštićene osobe, pri čemu se u pravilu misli na civile.
Međunarodno humanitarno pravo je obvezujuće za države koje su se na njegovu primjenu obvezale odgovarajućim ugovorima. Postoje i druga nenapisana običajna prava rata, od kojih su mnoga primijenjena tijekom Nürnberškog procesa. Osim toga, ta pravila određuju državama što je dopušteno, a što zabranjeno činiti u odnosu na neregularne snage i na zemlje koje nisu potpisnice određenih konvencija i ugovora.

## Povijesni razvoj
Sustavni pokušaji ograničavanja ratnog barbarstva počelo se je razvijati tek u 19. stoljeću nakon razdoblja prosvjetiteljstva u 18. stoljeću. Svrha ratovanja je pobijediti protivničku državu, a to je moguće postići onemogućavanjem protivničke vojske. Stoga je zaključeno da mora postojati razlika među vojnicima i civilima te da se prema ranjenim i zarobljenim vojnicima treba odnositi humano. Ta su ugrađena u temelje suvremenog humanitarnog prava.
Suvremeno međunarodno humanitarno je nastalo iz dvije povijesne struje: tzv. Haškog prava koje se ranije nazivalo ratno pravo i tzv. Ženevskog prava koje se je nazivalo i humanitarno pravo. Te dvije struje su dobile nazive zahvaljujući brojnim međunarodnim konferencijama koje su rezultirale ugovorima koji se odnose na rat i oružani sukob. To se posebno odnosi na Haške konvencije iz 1899. i 1907. te Ženevske konvencije, od kojih je prva sastavljena 1863. Obje struje su grane jus in bello, međunarodnog prava koji se odnosi na prihvatljiva postupanja tijekom rata i oružanog sukoba. Međutim, usvajanjem Ženevskih konvencija 1977. i pripadajućih dopunskih protokola spomenute dvije pravne struje su se pretočile u jednu dopunivši ih još i važnim odredbama koje se odnose na ljudska prava.

## Osnovna pravila međunarodnog humanitarnog prava
1. Vojnici nesposobni za borbu (hors de combat) i osobe koje ne sudjeluju u neprijateljstvima trebaju biti zaštićeni i prema njima se treba humano odnositi.
2. Zabranjeno je ubiti ili ozlijediti protivnika koji se je predao ili koji je onesposobljen za borbu.
3. Strane u sukobu moraju medicinski zbrinuti i zaštititi ranjene i bolesne koji se nalaze pod njihovim nadzorom. Znak Crvenog križa ili Crvenog polumjeseca se obvezno moraju poštovati kao znak zaštite.
4. Zarobljeni vojnici i civili se moraju zaštititi od nasilja i osvete. Svi se oni imaju pravo dopisivati s obiteljima i primati pošiljke pomoći.
5. Nitko ne smije biti podvrgnut mučenju, tjelesnoj kazni niti okrutnom ili ponižavajućem postupku ispitivanja.
6. Sukobljene strane i članovi njihovih oružanih snaga nemaju neograničen izbor načina i sredstava ratovanja.
7. Sukobljene strane moraju stalno razlikovati civilno stanovništvo i vojnike. Napadi se moraju usmjeriti na isključivo vojne ciljeve.

## Vanjske poveznice
- Međunarodno humanitarno pravo
- Baza podataka međunarodnog humanitarnog prava
- Povelja UN-a
- Vladavina prava u oružanim sukobima - Projekt  Arhivirana inačica izvorne stranice od 6. travnja 2009. (Wayback Machine)
- Katedra Instituta za međunarodni i razvojni poslijediplomski studij u Ženevi  Arhivirana inačica izvorne stranice od 21. srpnja 2013. (Wayback Machine)